# Più tardi Claire, più tardi...
Più tardi Claire, più tardi... è un film del 1968 diretto da Brunello Rondi.

## Trama
George Dennison incontra casualmente una donna molto più giovane di lui, Anne, che gli ricorda la moglie Claire, morta assassinata qualche tempo prima insieme al loro figlio. Porta Anne nella sua dimora, ma la famiglia Denninson si comporta con ostilità nei raffronti di Anne. Tutti i parenti dell'uomo hanno qualcosa da nascondere.

## Produzione
Il film venne girato nell'estate del 1965 passando sotto diverse produzioni fino infine sotto la casa Bianconero Film che fallirà però nel marzo del 1966 rimanendo inedito per tre anni. Nonostante successivamente ottenne un visto censura nel 1968 non risulta che il film venne mai proiettato nei cinema italiani ma ottenne distribuzione negli Stati Uniti venendo trasmesso televisivamente l'anno successivo col titolo Run, Psycho, Run. In Italia otterrà visibilità solo con il passaggio televisivo del 1980.
In una parte mai filmata della sceneggiatura originale prevedeva una sequenza in cui il giudice Dennison partecipava ad un'orgia nei boschi che coinvolgeva tutta la sua famiglia e i suoi amici mentre il maestro di musica Guicciardi guidava l'atto come un direttore d'orchestra. Inoltre dalle note manoscritte del regista stesso risulta che il finale originale era completamente diverso da quello finito poi nella versione definitiva, il quale avrebbe previsto anche una scena in cui si scoprivano le perversioni di Dennison e della sua famiglia nonché il cadavere mummificato di Claire conservato nella villa e anche l'identità dell'assassino avrebbe dovuto essere diversa. Rondi probabilmente dovette rimuovere queste scene dalla versione originale per venire incontro alle richieste dei produttori che volevano un film più commerciale.